# Nuestra Señora de la Concepción, Santa Cruz de Tenerife
Iglesia Nuestra Señora de la Concepción, Iglesia Parroquial Matriz de Nuestra Señora de La Concepción, Vår fru av den obefläckade avlelsens kyrka, är en kyrkobyggnad i Santa Cruz de Tenerife på Kanarieöarna och är den enda femskeppiga kyrkan på Kanarieöarna. Det är en av anledningarna till att den kallas Katedralen i Santa Cruz, även om den inte har officiell rätt till det namnet, eftersom katedralen på ön Teneriffa är katedralen i San Cristóbal de La Laguna. 

## Historia
Kyrkan i Santa Cruz de Tenerife byggdes på det första kapellet som uppfördes av de spanska conquistadorerna efter att de landstigit på kusten. 
År 1500 började arbetet med att bygga en kyrka tillägnad det Heliga Korset, Santa Cruz, av fader Juan Guerra. Det var en av de första kyrkorna som byggdes på ön Teneriffa. 
Från år 1638 kallas kyrkan Nuestra Señora de la Concepción. 1652 härjas den av brand och återuppbyggdes följande år. Men tornet är från år 1786. 

## Utformning
Altarinramningarna är känd för sin tydlig barock churriguerastil och är ett av de finaste exemplen av barock på Teneriffa. Huvudaltaret har en avbildning av Obefläckade avlelsen (Inmaculada Concepción), Den obefläckade avlelsen, ett arbete gjort av Fernando Estévez. I mitten av silveraltaret finns också Korset av grunden för staden (Santa Cruz de la Conquista), som dateras till 1494 och har gett staden sitt namn. Det finns ett kapell tillägnat St Mattias som kallas Carta kapellet. Predrikstolen är av Rodríguez de la Oliva. 
Några av de äldsta ting som finns i kyrkan är en liten gotisk figur av Tröstens Jungfru (Virgen de Consolación), till vilken Fernández de Lugo, erövraren av Teneriffa, byggde en kyrka 1496.  
Kyrkan har en silvertronen som används för att bära runt Kristi begravning (Santo Entierro), vilket är namnet på både riten och trä- eller hartsskulpturen av den döda Kristus som används i ritualen under påskveckan, och som anses vara en av de finaste på Kanarieöarna.

## Bilder

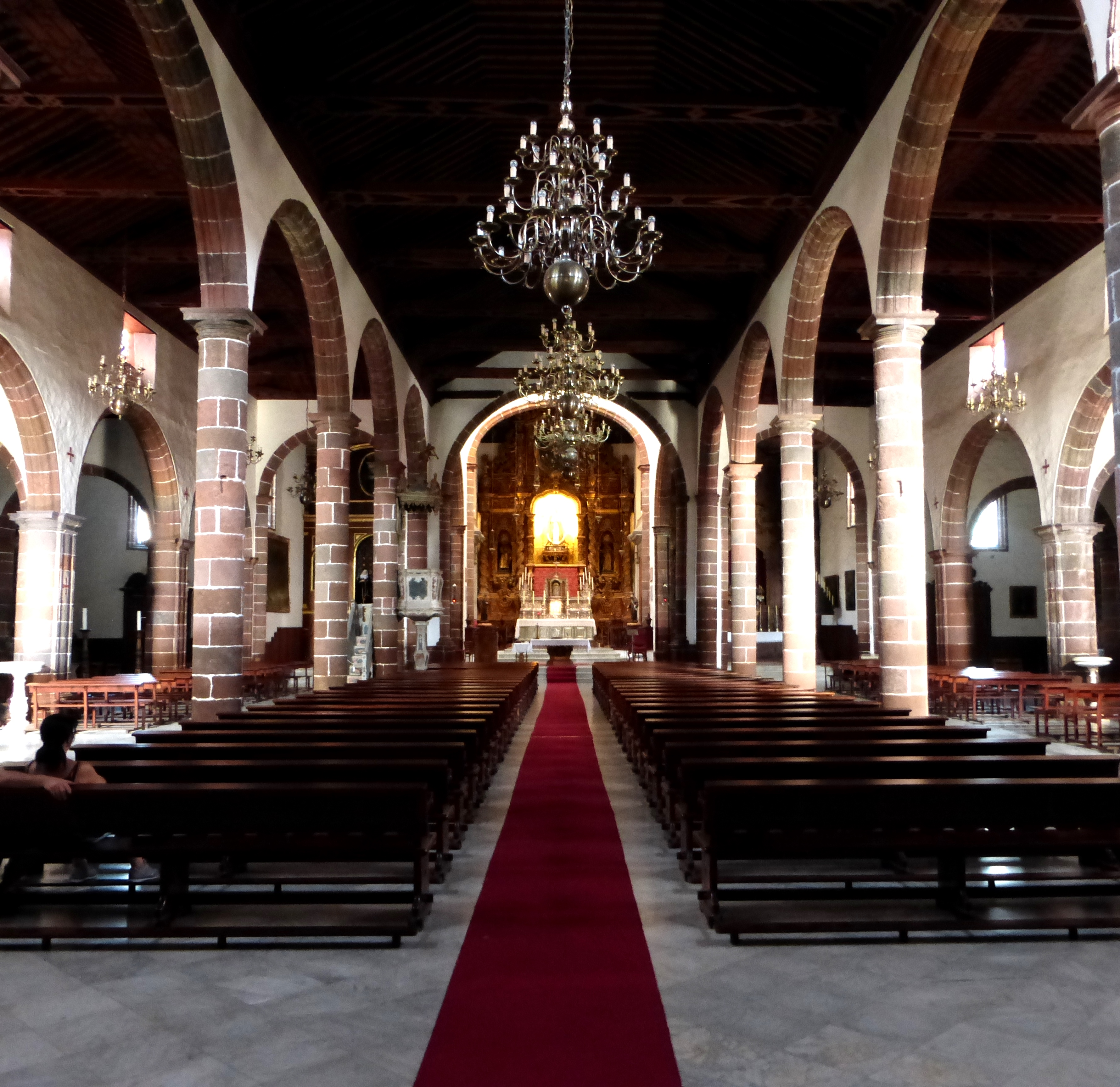
Interiör
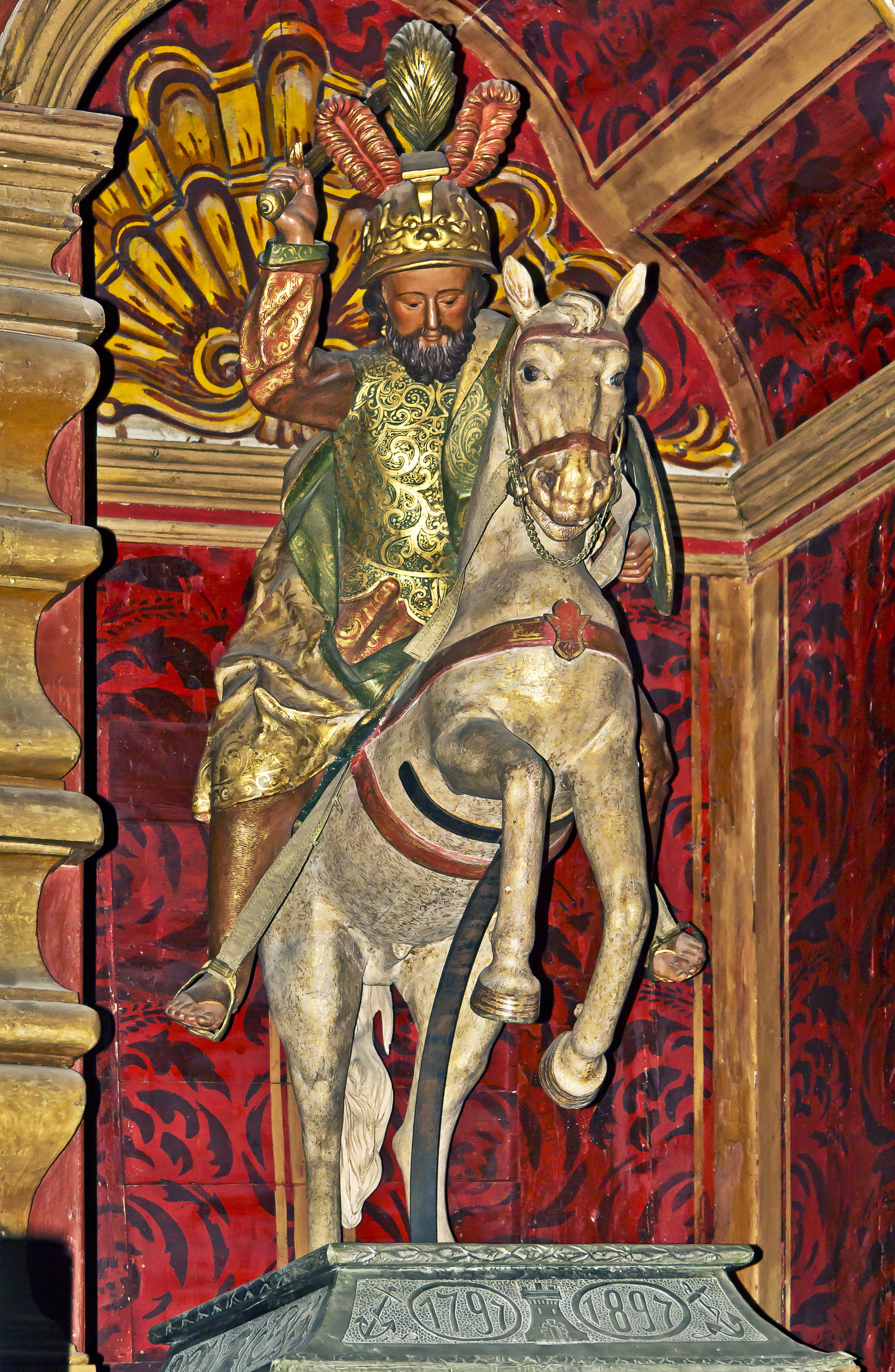
Aposteln Jakob, Santa Cruz de Tenerife beskyddarinna
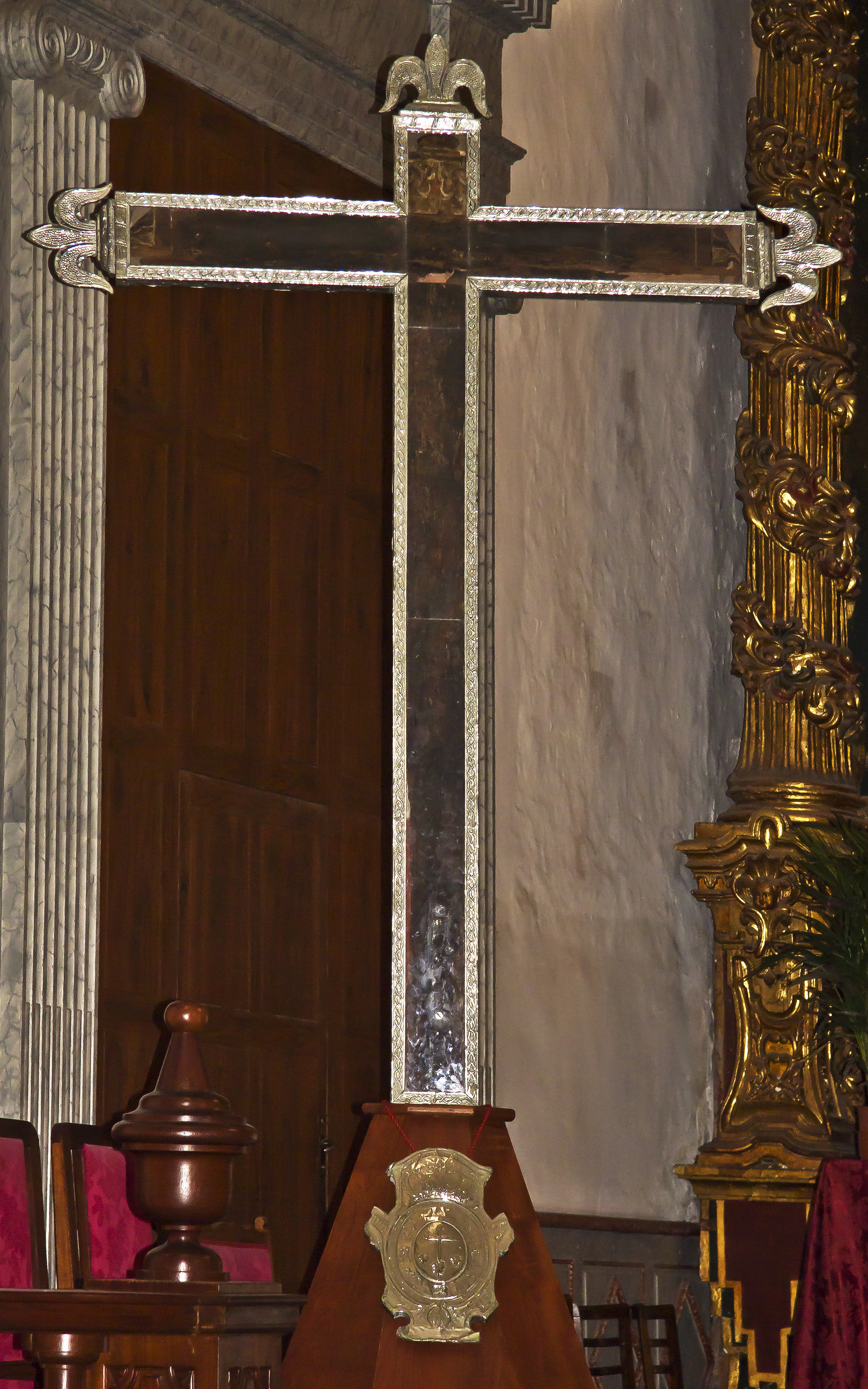
Korset av grunden för staden
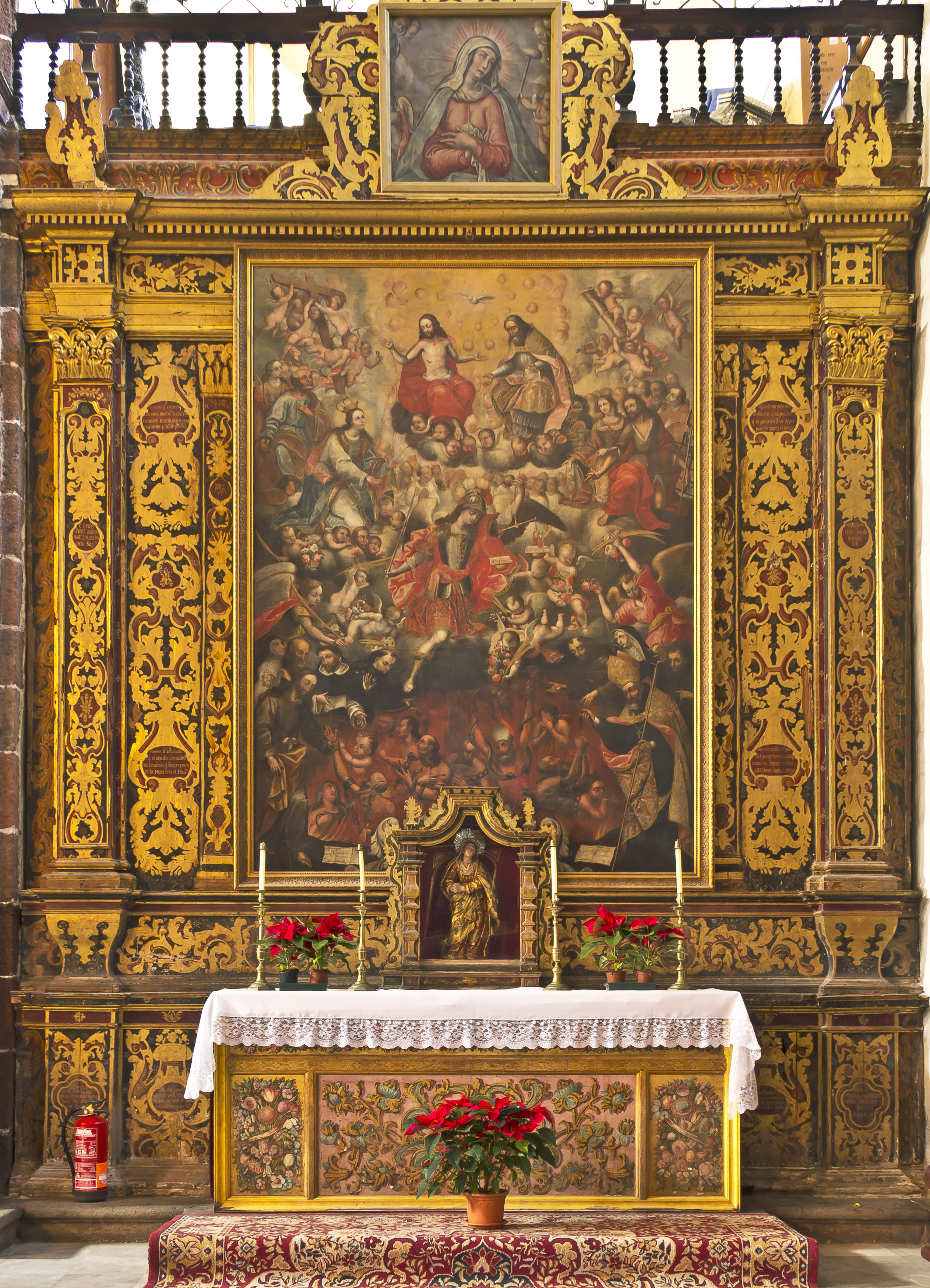
Purgatoryalter
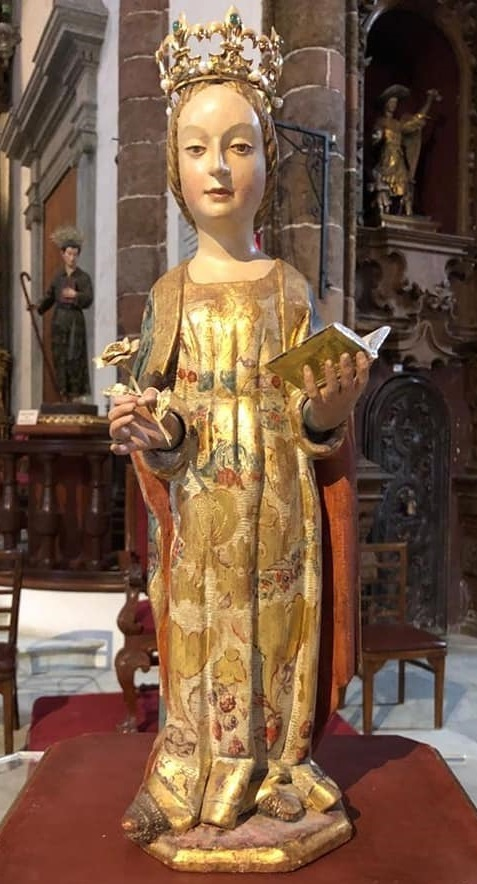
Tröstens Jungfru, den historiska skyddshelgon Santa Cruz de Tenerife